# Alipta
Alipta (en llatí Aliptae, en grec antic ἀλεῖπται) eren unes persones especialitzades entre els antics grecs que ungien els cossos dels atletes abans i després dels exercicis a la palestra.
L'objectiu principal de la unció preliminar era tancar els porus de la pell per evitar una sudoració excessiva, que provocava debilitat. L'oli no només s'estenia per la pell, sinó que es fregava fortament damunt del cos per facilitar-ne la penetració. Aquest oli es barrejava amb arena fina, de la que se'n coneixen diversos tipus, però la més apreciada era l'africana. A les Termes de Titus se n'han trobat diverses mostres guardades en pots. Al final de les competicions l'atleta tornava a ser ungit, per restablir el to de la pell i dels músculs. Després es banyava i es fregava la pell per treure les restes de suor i d'oli amb un instrument semblant a l'estrígil dels romans anomenat στλεγγὶς ("stlengís" raspador).
Aviat es va veure la relació entre la gimnàstica i la professió mèdica. El metge Heròdic de Selímbria i el mestre de gimnàstica Iccos de Tàrent, tots dos del segle v aC, van veure la necessitat d'intercanviar coneixements. L'experiència dels alipta sobre el comportament i la funcionalitat del cos humà, la musculatura i la debilitat i fortalesa de l'individu van fer que poguessin aconsellar els metges sobre formes de tractar diverses dificultats físiques, i recomanar exercicis i formes de vida saludables. Va sorgir una nova paraula, ἰατραλείπτης ("iatraleíptes", entrenador mèdic), que no es dona abans de l'època romana.
Entre els romans també hi havia esclaus anomenats alipta que rentaven i ungien els seus amos a les termes, però cal distingir-los dels grecs, que actuaven com a entrenadors al gimnàs. Aquests esclaus romans també s'anomenaven unctores, i l'unctarium era la sala on es feien les uncions. Utilitzaven l'estrígil, oli guardat en petites ampolles i tovalloles de diversos materials.